# Савельев, Сергей Петрович
Сергей Петрович Савельев (26 февраля 1948 — 29 октября 2005) — советский лыжник, олимпийский чемпион (1976), чемпион мира, заслуженный мастер спорта СССР (1976).

## Биография

### Спортивная карьера
- Олимпийский чемпион 1976 в гонке на 30 км
- Бронзовый призёр олимпийских игр 1976 (эстафета 4x10 км)
- На олимпийских играх 1976 — 21 место (50 км)
- Участник зимних олимпийских игр 1980 — 5 место (50 км)

В феврале 1978 года в Лахти занял первое место в гонке на 30 км (после 15-го километра он возглавил гонку и финишировал с результатом 92 минуты 56 секунд), был награждён золотой медалью и стал чемпионом мира.
- 8-кратный чемпион СССР: 1977 (15 км); 1976 (30 км); 1973, 1976—1977 (50 км); 1977—1979 (эстафета 4x10 км)

Скончался 29 октября 2005 года в Истринском районе Московской области. Похоронен на Ромашковском кладбище в селе Ромашково Одинцовского района Московской области.

### Награды
- Орден «Знак Почёта»